# JMTR

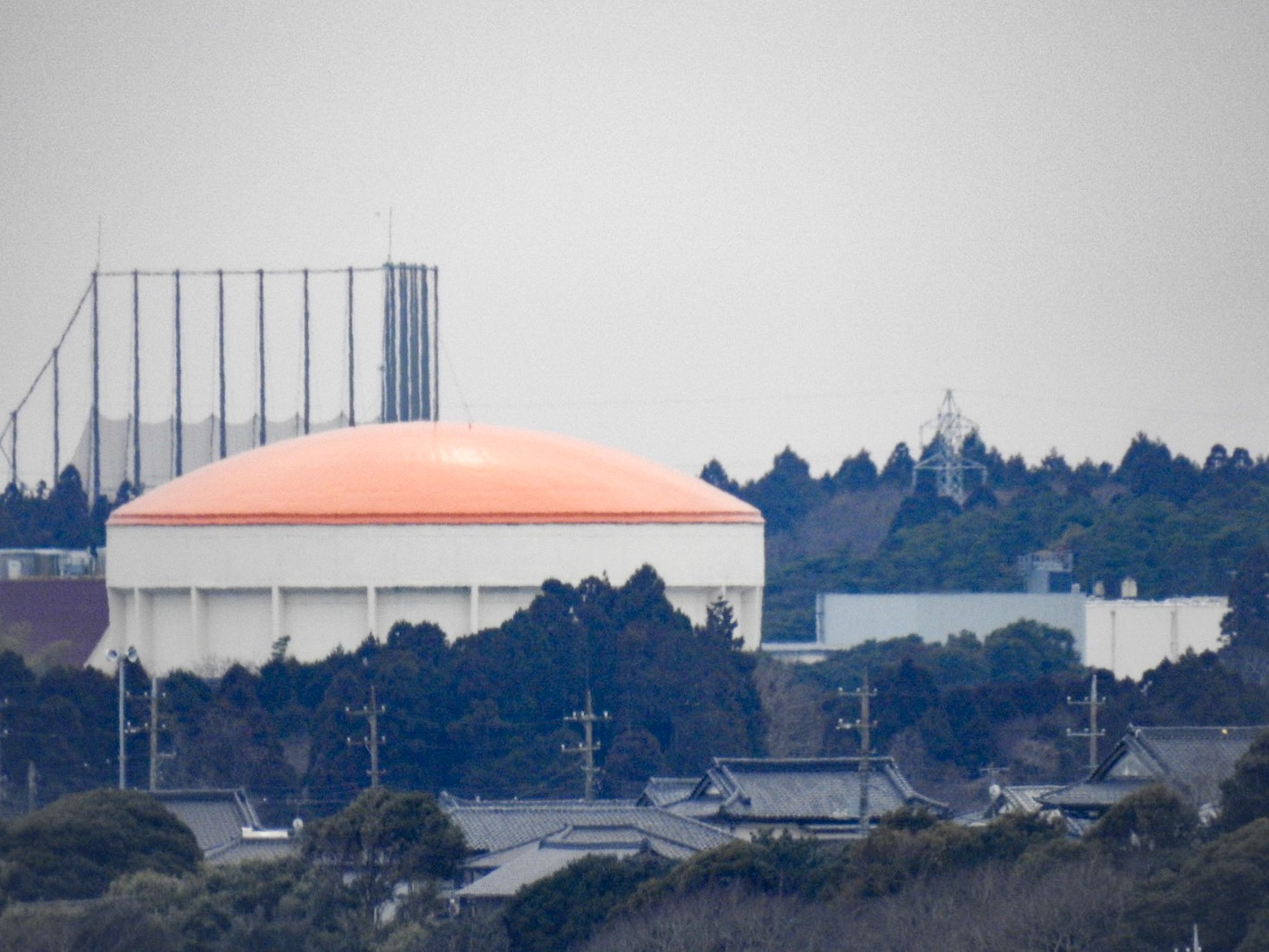
JMTRの原子炉建屋。オレンジ色の屋根が特徴的。

JMTR(Japan Materials Testing Reactor）は、国立研究開発法人日本原子力研究開発機構が運営する材料試験炉である。主に中性子を利用した原子炉の燃料、材料の 耐久性、健全性の試験及び、放射性同位体(RI)の製造等を目的に設計されている。

## 施設概要
定格熱出力50MWの軽水減速冷却タンク型の材料試験用原子炉である。1965年より日本原子力研究所（現在の日本原子力研究開発機構）大洗研究所で建設が開始され、初臨界は1968年3月に達した。
2016年10月、廃炉にする方針が示された。2019年9月、廃止措置計画を原子力規制委員会へ申請した。2019年9月9日、台風の影響により二次冷却系統の冷却塔が倒壊した。倒壊により、隣接するJMTRの排風機室の壁面が破損した。

## 構造
JMTRは熱出力 50MWのスイミングプール タンク型原子炉で、反射体としてベリリウムとアルミニウムを使用している。熱出力は50MW、最大熱中性子束は4×1018/ｍ2・sである

## 仕様
- 型式:濃縮ウラン軽水炉（プール型）
- 定格熱出力:50MW[1]